# Tézisregény
"Tézis" (gör.) oly tétel, mely a bizonyítás végső célja; a feladat, mely felé az ismerés céltudatosan törekszik.
A tézisregény a regény egyik alfaja. A mű középpontjába egy filozófiai erkölcsi tézis (tétel) áll, melynek igazságát, vagy helytelenségét kívánja igazolni a szerző. A tétel igazolása nem filozófiai eszmefuttatás útján, hanem változatos cselekménysorozatok ábrázolásával történik. Így ezek a regények többnyire nagy gondolatokat, társadalmi elgondolásokat tartalmaznak, melyeket a főhős izgalmas kalandjai során ismerhetünk meg.
Ilyen tézisregény Voltaire Candide című regénye is.

## Candide tézise
Leibniz (1646–1716) német filozófus Teodicea (=istentan) című művéből kiragadott állítás: „Az adott világ a lehetséges világok legjobbika, máskülönben nem lett volna észszerű Istennek, hogy egyáltalán teremtse” – lex optimi, az optimizmus törvénye. A szövegkörnyezetből kiragadott állítást Voltaire könnyedén cáfolja a Candide cselekménysorozatával (mi minden rossz történt vele és társaival utazásuk során) anélkül, hogy Leibniz logikai konstrukcióját szétzúzná. (Leibniz a gondolkodástörténet egyik legjelentősebb alakja, filozófus, matematikus, fizikus, a formális logika megalkotója.)